# Meroscalsis pulcherrima
Meroscalsis pulcherrima — жук подсемейства щитовок из семейства листоедов.

## Распространение
Встречается возле реки Paumomu River в Папуа-Новой Гвинее.